# Ampelocera
Ampelocera es un género botánico con 14 especies de árboles perteneciente a la familia Ulmaceae.

## Descripción
Árboles inermes; plantas hermafroditas o andromonoicas. Hojas alternas, remotamente serradas o enteras, ligeramente oblicuas; estípulas laterales. Inflorescencias cimosas, fasciculadas o solitarias en las axilas de los brotes del año en curso; flores perfectas, 4–5 sépalos, fusionados en la base formando una cúpula poco profunda; estambres al menos en doble número que los lobos del cáliz, exertos; ovario sésil, 1-locular, ramas del estilo 2, fusionadas en la base, lineares, patentes, persistentes; flores masculinas con un pistilo rudimentario. Fruto una drupa.

## Especies seleccionadas
- Ampelocera albertiae Todzia
- Ampelocera crenulata Urb.
- Ampelocera cubensis Griseb.
- Ampelocera edentula Kuhlm.
- Ampelocera glabra Kuhlm.
- Ampelocera hondurensis Donn.
- Ampelocera hottlei (Standl.) Standl.
- Ampelocera latifolia Ducke
- Ampelocera longissima Todzia
- Ampelocera macphersonii Todzia
- Ampelocera macrocarpa Forero & A.H. Gentry
- Ampelocera pubescens C.V. Morton
- Ampelocera ruizii Klotzsch
- Ampelocera verrucosa Kuhlm.

## Sinónimo
- Plagioceltis Mildbr. ex Baehni